# Pastilla (banda)
Pastilla es una banda Mexicana de indie rock formada en 1996 en la Ciudad de México, la cual fusiona el rock con ciertos ritmos del punk y el pop.
Sus influencias musicales van desde Count Five o The Sonics hasta The Smiths, Blur o Sonic Youth, sin olvidar otros muchos grupos de indie británico.

## Historia
Comenzaron llamándose «Signos», después «Juana la Loca», y por fin se decantaron por el nombre de «Pastilla». «Es un nombre común y algo que la gente toma para todo, ya sea para aliviar un dolor, sentirse bien, para saborear, es por eso que “Pastilla” es un buen nombre ya que todos nos identificamos con una pastilla en algún momento de nuestras vidas», según dijo el vocalista y guitarrista Víctor «Chicles» Monroy.
Su primer disco, homónimo, fue lanzado en 1996 bajo el sello independiente Aztlán Records, teniendo como corte de difusión el sencillo «Amor metal».
En 1998 graban Vox Electra, uno de los discos más conocidos de la banda, y destacan temas como «Vox electra», «Tatú», «Mortal», y «Ataúd». El disco fue producido por Diego Herrera (ex-tecladista de Caifanes) y contó con la participación de Sabo Romo (exbajista de Caifanes) en un corte del álbum («Solamente»).
Con una disquera independiente, y solo dos integrantes originales de la banda, lanzan el nuevo disco, HEY!!!, en el año 2003; del que destacan los temas «Comezón», «It's OK», «Sexta extinción», «Brillante» y «Somebody else's kid». Durante ese lapso de tiempo músicos como los Hermanos González (ex-Jumbo) participan con ellos en algunos conciertos. Tiempo después graban Telekinetik, disco que se distribuyó solo por internet y en los recitales del grupo.
Para el año 2005, con un nuevo integrante: Yayo, bajo y guitarra, y el regreso de Eric Ruvalcaba, baterista original, graban su único álbum en directo en Rockotitlán, sin ninguna edición y mezclado en casa de ellos mismos.
En 2006 Pastilla deja de ser banda independiente de nuevo y firma contrato con SONY/BMG, grabando así su disco A marte, lanzando el sencillo del mismo nombre y después el tema «Colores». Después de la salida del disco, Adrián Monroy, guitarrista principal y miembro fundador, deja el grupo por «motivos personales», quedándose solo Víctor «Chicles» Monroy como el único integrante original de la banda.
Víctor Monroy comentó que Pastilla lanzó un disco de rarezas o B-sides, pero solo salió a la venta en la ciudad de Los Ángeles.
En abril de 2013 lanzan su sencillo «Dormida», aún no hay fechas para su nuevo disco.
En 2014 lanzan "Sentidos Saturados", dando una extensa gira por México y Estados Unidos. Para el 2017 editan el que es hasta ahora su último álbum en estudio, titulado "Hasta la Muerte".

## Integrantes
- Víctor Monroy, 11 de abril (voz principal, guitarra, bajo y teclados )
- Adrián Monroy (guitarra principal y segunda voz)
- Heriberto González Aguirre, 12 Febrero (bajo)
- Daniel Damian Cota, 2 de Diciembre (Guitarra rítmica y 3.ª voz)
- Eric Ruvalcaba, 14 de agosto, (batería)
- Eduardo “Yayo” 14 de junio,(2005-2008, bajo y guitarra)
- Jesus "Chuy" Michel” 29 de junio (guitarra)

## Pastilla En Vivo DVD/CD
Un DVD que fue grabado en Rockotitlan México, ante una buena cantidad de seguidores, su compilación tuvo un total de 30 canciones, comenzando con «Ensenada», pasando por «Julio» hasta «Fórmula», el tema con que se despidieron. Hubiese sido la despedida, sin embargo debido al éxito que tuvieron decidieron llevar a cabo posteriormente A Marte.

## A Marte
Es su actual producción lanzada al mercado en el 2006, habla desde el desamor hasta un día común y corriente, hablan sus canciones del cosmos, de navajas y cuchillos. Lo de navajas y cuchillos es su lado «emo». Comenta Víctor que su disco habla mucho del cosmos porque últimamente se ha interesado mucho por este tema. Al recordar que al grupo le ponen «Pastilla», pues estaban buscando algo que tuvieran en común todas las personas, y la pastilla muchos la usan para curar algún dolor físico, este disco quieren lograr curar el desamor o lo que el oyente se quiera curar, comentó Víctor.

## Controversia
Víctor Monroy vocalista del grupo, se vio envuelto en una gran polémica en el mes de agosto de 2018, al hacer declaraciones racistas en contra de los mexicanos en su página de Facebook, dichas publicaciones fueron eliminadas minutos después, y su cuenta de Twitter fue suspendida, días después envió una disculpa publica a la página Sopitas.com, en la que menciona que sus comentarios fueron motivados por la situación que vivió su banda por años debido a las facilidades que se les brindan a las bandas internacionales a diferencia de las nacionales aunque para el 2020 se planeo un concierto a beneficio de los damnificados por el sismo del sismo del 17 de septiembre,dicho evento esta en pausa por la pandemia del COVID.

## Discografía
Álbumes de estudio
- 1996: Pastilla (Aztlan Records)
- 1998: Vox Electra (BMG)
- 2003: Hey!!! (Escúchalo Records)
- 2004: Telekinetik
- 2007: A Marte (Sony Music)
- 2014: Sentidos Saturados (Burger Records)
- 2017: Hasta la Muerte (Pastilla Records)
- 2020: Sugar Rush (Caramelo Records)

En vivo
- Pastilla En Vivo (Diva Records)
- Aztlan Records en Vivo
- Live Album, 2005 (Diva Records)

Participaciones
- Un Tributo a José José
- Soundtrack Price of Glory
- Tributo al Divo de Juárez